# 서울금동초등학교
서울금동초등학교는 대한민국 서울특별시 금천구에 있는 공립 초등학교이다.

## 학교 연혁
- 2003년 5월 28일: 개교
- 2023년 2월 27일: 장애인 이동 경사로 완성
- 2023년 5월 28일: 개교 20주년

## 참고 자료
- 서울금동초등학교 - 한국교육학술정보원 학교알리미 금동라디오는 학생들의 사연을 읽어준 뒤에 원하는 노래를 틀어주고, 점심시간에 방송된다.